# Шалена кров (фільм)
«Шалена кров» («Sanguepazzo») — італійська біографічна кінодрама 2008 року, знята режисером Марко Тулліо Джордана, з Монікою Беллуччі і Лукою Дзінгаретті у головних ролях.

## Сюжет
Фільм оповідає про життя двох акторів німого кіно — Освальдо Валенті та Луїзи Феріди, чиє кохання могло б продовжуватися вічно, якби не Друга світова війна, яка розставила свої акценти.

## У ролях
- Моніка Беллуччі — Луїза Феріда
- Лука Дзінгаретті — Освальдо Валенті
- Алессіо Боні — Гольф'єро / Тейлор
- Стефано Скандалетті — роль другого плану
- Мауріціо Донадоні — Веро Марозін
- Маріна Рокко — роль другого плану
- Тресі Таддей — роль другого плану
- Луїджі Діберті — роль другого плану
- Массімо Сарк'єллі — роль другого плану
- Маттіа Сбраджа — роль другого плану
- Джованні Візентін — роль другого плану
- Паоло Бонанні — роль другого плану
- Аврора Кватроккі — роль другого плану
- Манріко Гаммарота — роль другого плану
- Даніель Феррарі — Фальєрі
- Франко Москон — роль другого плану
- Джованні Біссака — роль другого плану
- Джордже Сангаті — роль другого плану
- Лоренцо Аквавіва — роль другого плану
- Гледіс Чінкве — роль другого плану
- Джанні Бізакка — роль другого плану
- Джузеппе Марчезе — роль другого плану
- Паола Лавіні — роль другого плану
- Джанні Ді Бенедетто — роль другого плану
- Клаудіо Спадаро — роль другого плану
- Адріано Вайсколь — роль другого плану
- Стефано Марія Міоні — роль другого плану
- Алессандро Брессанелло — роль другого плану
- Соня Бергамаско — роль другого плану
- Луїджі Ло Кашіо — роль другого плану
- Марко Паоліні — роль другого плану

## Знімальна група
- Режисер — Марко Тулліо Джордана
- Сценаристи — Енцо Унгарі, Марко Тулліо Джордана
- Оператор — Роберто Форца
- Композитор — Франко П'єрсанті
- Художник — Джанкарло Базілі
- Продюсери — Анджело Барбагалло, Джанфранко Барбагалло, Фабріціо Заппі, Ерік Еманн